# Excelsior Maassluis
Excelsior Maassluis is een op 1 juni 1918 opgerichte Nederlandse amateurvoetbalvereniging uit Maassluis. De accommodatie is gelegen aan de Lavendelstraat en biedt plaats aan 5.000 toeschouwers. De vereniging speelt al jaren mee in de top van het amateurvoetbal.

## Geschiedenis
De vereniging werd opgericht op 1 juni 1918 door Jaap Cats. De eerste jaren waren er grote problemen met het veld. Vanwege ruimtegebrek had het terrein zelfs de vorm van een driehoek. Na op enkele andere locaties te zijn gevestigd, belandde de club in 1967 uiteindelijk aan de Lavendelstraat. Daar heeft de vereniging momenteel plaats voor 5.000 toeschouwers.
In 1983 promoveerde de club naar de Eerste Klasse en twaalf jaar later degradeerde de club naar de Tweede Klasse. Ondertussen werden de ‘Tricolores’ (zo genoemd vanwege het rood-wit-blauw gestreept tenue) in 1991 afdelingskampioen. In het seizoen 1995/96, het seizoen direct na de degradatie, werd Excelsior Maassluis meteen kampioen en promoveerde de club weer. Excelsior belandde in de nieuw ingevoerde Zaterdaghoofdklasse, waarin ze tot en met het seizoen 2008/09 actief was. Na één seizoen gespeeld te hebben in de Eerste Klasse B promoveerde het alweer meteen terug via de nacompetitie. In het seizoen 2010/11 kwamen de Tricolores dus weer uit in de Zaterdaghoofdklasse.
In 2006 kreeg Excelsior Maassluis als tweede amateurclub ooit een ster van de KNVB voor zijn jeugdopleiding. In 2010 is het hoofdveld van Excelsior Maassluis voorzien van kunstgras. Op zaterdag 2 oktober speelde de hoofdmacht de eerste wedstrijd daarop.
2013 was een zeer succesvol voetbaljaar voor de hoofdmacht uit Maassluis. Zij werd twee wedstrijden voor het einde van de competitie kampioen in de Hoofdklasse B, waardoor promotie naar de Topklasse, het hoogste amateurniveau, een feit werd.
In oktober 2014 werd Excelsior Maassluis beloond voor het goede werk in de jeugdopleiding. Als eerste amateurvereniging in Nederland werd door de KNVB de status van Regionale Jeugdopleiding toegekend.
Het seizoen 2014/15 verliep moeizaam. Na een inhaalslag werd degradatie uit de topklasse voorkomen. Het seizoen daarna was Excelsior Maassluis de revelatie. Nadat er sinds oktober 2015 geen wedstrijd meer verloren werd, pakte Excelsior Maassluis op de laatste speeldag de titel in de Topklasse zaterdag. Op 28 mei 2016 werd de club voor het eerst in zijn bestaan algeheel Nederlands Kampioen amateurvoetbal. Door de invoering van de open voetbalpiramide is Excelsior Maassluis (in ieder geval voorlopig) de laatste algeheel amateurkampioen.
De club speelde altijd al op zaterdag en tekende het convenant dat opgesteld was tussen de KNVB en de Belangenvereniging Zaterdagvoetbal (BZV) om te kunnen garanderen dat wedstrijden op zaterdag gespeeld kunnen worden.
In het seizoen 2016/2017 was Excelsior Maassluis als regerend algeheel amateurkampioen een van de 18 ploegen die speelde in de nieuwe Tweede Divisie. Excelsior Maassluis eindigde het seizoen op een vijfde plaats met 49 punten uit 34 wedstrijden. Hoogtepunt van dat seizoen voor de Tricolores was de wedstrijd in de 1e ronde van de KNVB beker tegen eredivisionist Heracles Almelo, die na verlenging met 1-3 werd verloren. Aan het einde van dit seizoen kreeg Excelsior Maasluis een prijs voor de beste jeugdopleiding van Nederland.
Het seizoen 2017/2018 kende, sportief gezien, weinig spektakel. Excelsior Maassluis eindigde op een 7e plek in de Tweede Divisie en in de KNVB beker werd het in de tweede voorronde op penalty's uitgeschakeld door tweede divisionist FC Lisse. Dit seizoen werd vooral gekenmerkt doordat het het seizoen was van het 100 jarige jubileum van de club. Dit werd groots gevierd en er kwam een jubileumboek over de rijke geschiedenis van de Tricolores.
Een jaar later was er sportief gezien meer te beleven op sportpark Dijkpolder. Excelsior Maassluis speelde lang mee om de landstitel, maar moest zijn meerdere erkennen in AFC Amsterdam en dus werd de club tweede met 8 punten achterstand op de koploper. Ook in de KNVB beker was er weer voldoende te beleven voor Excelsior Maassluis. In de tweede voorronde wist de club namelijk te winnen van FC 's Gravenzande waardoor het instroomde in het hoofdtoernooi. PSV kwam uit de koker en dus kwam de regerend landskampioen op bezoek op sportpark Dijkpolder. Op een afgeladen sportpark verloor Excelsior Maassluis met 0-4.
De voetbaljaargang 2019/2020 werd vanwege de uitbraak van de coronapandemie in maart afgebroken en niet meer uitgespeeld. Excelsior Maassluis stond op het moment van afbreken op een teleurstellende 12e plek. Door het winnen van een periodetitel in het voorgaande seizoen hoefde Excelsior Maassluis geen voorrondes te spelen voor het KNVB bekertoernooi. In de eerste ronde troffen de Tricolores weer een eredivisionist, deze keer kwam SC Heerenveen naar Maassluis. Ook deze keer bleef een stunt uit en verloor Excelsior Maassluis, 0-3.
Het seizoen 2020/2021 werd na 5 speelronden afgebroken wegens de coronapandemie. In de KNVB beker won Excelsior Maassluis in de tweede voorronde van VV Ter Leede, maar vanwege het verboden amateurvoetbal werd de wedstrijd in de eerste ronde van het hoofdtoernooi nooit gespeeld.
In 2021/2022 werd er eindelijk weer een volledig seizoen afgewerkt in de Tweede Divisie. Excelsior Maassluis eindigde in de middenmoot op een 10e plek. Dit seizoen zal vooral herinnerd worden om het fantastische bekeravontuur van de Tricolores. Door een 0-2 overwinning op OFC Rosmalen mocht Excelsior Maassluis weer deelnemen aan het hoofdtoernooi. In de eerste ronde trof het de rivaal RKVV Westlandia, de Tricolores wisten de derby te winnen door met 2-5 te winnen in Naaldwijk. Voor Excelsior Maassluis wachtte in de tweede ronde de koploper van de Keuken Kampioen Divisie, FC Emmen. In een, vanwege de coronapandemie, lege Oude Meerdijk stuntte Excelsior Maassluis door met 0-1 te winnen door een doelpunt van Bram Wennekers. In de achtste finale volgde een wedstrijd waar iedere amateurclub van droomt, in de Johan Cruijff ArenA tegen het grote Ajax. Ook hier waren door de pandemie geen supporters bij aanwezig, wel werden de spelers bij vertrek uit Maassluis massaal uitgezwaaid en aangemoedigd door de supporters met fakkels en vuurwerk. De wedstrijd was alleen iets minder, die werd kansloos met 9-0 verloren van de latere verliezend finalist van dat jaar. Ook wist Excelsior Maassluis in dit jaar de regionale Voetbal Rijnmond Cup te veroveren.
Vanaf het seizoen 2022/2023 ging het sportief gezien niet geweldig meer voor de club uit Maassluis. Door op de laatste speeldag met een 0-0 gelijkspel een punt te pakken bij nummer 3 AFC, werd ternauwernood de play-offs om degradatie ontlopen en eindigde Excelsior Maassluis met 39 punten en een beter doelsaldo dan nummer 15 TEC op een 14 plek. Ook in het bekertoernooi ging het Excelsior niet voor de wind. Na het geweldige bekeravontuur een jaar eerder, verloor Excelsior Maassluis dit seizoen in de tweede voorronde van derde divisionist USV Hercules met 1-2 en was het avontuur in september al voorbij.
Ook het seizoen 2023/2024 was een seizoen met pieken en dalen voor Excelsior Maassluis. In de competitie kon het het kunstje van een jaar eerder niet herhalen en eindigde de ploeg op een 16e plaats en dus moesten de tricolores de play-offs in. In de eerste ronde van de play-offs werd Excelsior Maassluis gekoppeld aan USV Hercules. Na een 1-1 gelijkspel in Utrecht, werd er op sportpark Dijkpolder met 3-1 gewonnen en had Excelsior Maassluis de eerste hindernis doorstaan. In de tweede ronde was Harkemase Boys de tegenstander. Na weer een 1-1 gelijkspel in de heenwedstrijd, wist Excelsior Maassluis deze keer na verlenging met 2-1 te winnen van de Friezen en waren ze twee wedstrijden van handhaving in de Tweede Divisie. Op weg naar die handhaving was SC Genemuiden de laatste horde. Op sportpark Dijkpolder werd in de heenwedstrijd al met 3-1 gewonnen en dus reisden de tricolores met vertrouwen af naar Overijssel voor de terugwedstrijd. Op een volgepakt sportpark werd er met 0-3 gewonnen en dus was handhaving een feit. In de KNVB beker was Excelsior Maassluis in de tweede voorronde na penalty's te sterk voor RKSV Nuenen. In de eerste ronde trof Excelsior Maassluis eredivisionist FC Volendam. Door een snelle 1-0 van Redouan Omar Ouali wist Excelsior weer eens te stunten en won het met 1-0 van het Andere Oranje. In de tweede ronde kreeg Excelsior Maassluis te maken met een uitwedstrijd tegen derde divisionist RKVV DEM. In Beverwijk werd met veel moeite met 0-1 gewonnen door een goal van Giovanni da Fonseca en dus stootte de tricolores door tot de achtste finale van het bekertoernooi. In deze achtste finale trof de ploeg van Steye Jacobs ADO Den Haag. De wedstrijd werd wegens veiligheidsredenen op het Kasteel van Sparta Rotterdam afgewerkt. Ongeveer 3500 supporters zagen Excelsior Maassluis al in de eerste minuut op voorsprong komen door een goal van aanvoerder Kevin Dercks, maar die goal kwam net te vroeg. In de slotfase sloeg ADO twee keer toe en verloor Excelsior Maassluis met 1-2.
In juni 2025 volgde Geert‑Arend Roorda Cláudio Braga op als hoofdtrainer van het eerste elftal; die vertrok naar Al-Wasl in Dubai om er technisch directeur te worden.

## Selectie 2025/26
Laatste aanpassing op 20-08-2025

### Spelers
| Rugn. | Naam                  | Nationaliteit | Positie      |
| ----- | --------------------- | ------------- | ------------ |
| 1     | Tobias van der Kleij  | Nederland     | Keeper       |
| 2     | Calvin Tureaij        | Nederland     | Verdediger   |
| 3     | Kevin Ringeling       | Nederland     | Verdediger   |
| 4     | Darwin Heuvelman      | Nederland     | Verdediger   |
| 5     | Gaultiér Overman      | Nederland     | Verdediger   |
| 6     | Jurrian van Eerden    | Nederland     | Middenvelder |
| 9     | Bram Wennekers        | Nederland     | Aanvaller    |
| 10    | Marouan Bakour        | Nederland     | Middenvelder |
| 11    | Quincy Tavares        | Nederland     | Aanvaller    |
| 12    | Bryan Riley           | Nederland     | Verdediger   |
| 14    | Jannick Verbont       | Nederland     | Aanvaller    |
| 16    | Karim El Fakiri       | Nederland     | Keeper       |
| 17    | Khalil Dahmani        | Nederland     | Middenvelder |
| 19    | Samuel van der Velden | Nederland     | Middenvelder |
| 20    | Maikey Houwaart       | Nederland     | Aanvaller    |
| 21    | Nick Nagtegaal        | Nederland     | Middenvelder |
| 23    | Steven Spencer Pina   | Nederland     | Aanvaller    |
| 24    | Daniel Lopes Varela   | Nederland     | Keeper       |
| 26    | Sam Bronder           | Nederland     | Verdediger   |
| 27    | Devin Plank           | Nederland     | Aanvaller    |
| 28    | Dion Smit             | Nederland     | Keeper       |
| 29    | Sten Smits            | Nederland     | Verdediger   |
| 30    | Yousef Al Abd Al Hamd | Nederland     | Middenvelder |

## Erelijst
- Kampioen tweede klasse: 1996
- Kampioen eerste klasse: 1991
- Winnaar Districtsbeker West II 2005
- AD/RD Cup 2003, 2004 en 2007
- Promotie naar Hoofdklasse 2010
- Winnaar Westland Cup 1997, 2001 en 2011
- Kampioen Hoofdklasse: 2012/2013
- Kampioen Zaterdag Topklasse 2015/2016
- Algeheel Landskampioen Amateurs 2015/2016
- Voetbal Rijnmond Cup 2021/2022

## Competitieresultaten vanaf 1942
| 3 4B |

| 3 4A |

| 5 4A |

|  |

| 3 4B |

| 2 4B |

| 4 4B |

| 1 4B |

| 5 3A |

| 5 3A |

| 8 3B |

| 5 3B |

| 9 3A |

| 11 3A |

| 1 4A |

| 1 3A |

| 2 |

| 10 |

| 8 3A |

| 8 3A |

| 5 3A |

| 8 3A |

| 5 3A |

| 1 3A |

| 4 2A |

| 5 2B |

| 12 2B |

| 1 2A |

| 6 2B |

| 4 2A |

| 6 2B |

| 6 2A |

| 2 2A |

| 7 1A |

| 9 1B |

| 14 1A |

| 5 2A |

| 7 2A |

| 12 2B |

| 2 3A |

| 1 3A |

| 2 2B |

| 12 1A |

| 12 1A |

| 11 1A |

| 8 1A |

| 6 1A |

| 8 1A |

| 8 1A |

| 1 1B |

| 9 1A |

| 3 1A |

| 6 1A |

| 13 1B |

| 1 2B |

| 6 B |

| 7 A |

| 3 A |

| 5 A |

| 8 A |

| 3 A |

| 10 A |

| 12 A |

| 9 B |

| 8 A |

| 12 A |

| 11 A |

| 12 A |

| 8 1B |

| 5 A |

| 5 B |

| 1 B |

| 6 |

| 10 |

| 1 |

| 5 |

| 7 |

| 2 |

| -- |

| -- |

| 10 |

| 14 |

| 16 |

| 14 |

2019/20: Dit seizoen werd na 24 speelrondes stopgezet vanwege de uitbraak van het COVID-19-virus. Er werd voor dit seizoen geen eindstand vastgesteld.
2020/21: Dit seizoen werd na 6 speelrondes stopgezet vanwege de uitbraak van het COVID-19-virus. Er werd voor dit seizoen geen eindstand vastgesteld.
| Tweede Divisie | Topklasse | Hoofdklasse | Eerste klasse | Tweede klasse | Derde klasse | Vierde klasse |

In elke staaf van de grafiek staat van boven naar beneden vermeld: 
- Eindnotering

Dit is de positie die de club heeft bereikt in de competitie, zonder eventuele beslissings-, play-off- of nacompetitiewedstrijden die nodig zijn geweest om bijvoorbeeld de kampioen van de competitie te bepalen.
Indien een * achter het getal staat is de notering een tussenstand en kan het zijn dat de notering niet overeenkomt met de uiteindelijke eindstand van de competitie.
Staat er een - dan is het seizoen nog bezig en is er geen definitieve uitslag bekend.
Staat er xx op de positie van de notering, dan heeft de club vroegtijdig de competitie verlaten. Dit kan onder andere komen door terugtrekking van het team, faillissement van de club of door een uitgedeelde straf van de KNVB. In veel gevallen staat elders in het artikel de reden vermeld.
Staat er een ? dan is het resultaat uit het verleden onbekend, en is alleen de competitie of het niveau bekend van dat seizoen.
In de seizoenen 2019/20 en 2020/21 werd wegens de coronacrisis het amateurvoetbal afgebroken. Daardoor kennen deze staven geen eindklassering (middels -- weergegeven).
- Competitieniveau en afdelingsletter of Officiële eindstand Eredivisie
  - Competitieniveau en afdelingsletter

Hierbij geeft het getal het niveau weer, dat ook terug te vinden is in de legenda. De letter is de afdelingsaanduiding en wordt gebruikt wanneer er meer afdelingen zijn op hetzelfde niveau. De afdelingsletter is altijd een hoofdletter en wordt meestal zonder nummer gebruikt.
Voorbeeld: 2F is niveau 2e klasse competitie F.
Het competitieniveau en nummer wordt niet vermeld wanneer er slechts één competitie van dit niveau was.
  - Officiële eindstand Eredivisie (getal staat tussen haakjes vermeld)

Sinds de introductie van play-offwedstrijden voor Europees voetbal na afloop van de reguliere competitie in 2005/06, is de KNVB verplicht een eindstand van de Eredivisie door te geven aan de UEFA aan de hand van deze play-offwedstrijden.
Bij deze eindstand staan clubs die zich hebben gekwalificeerd voor Europees voetbal hoger dan clubs die zich niet wisten te kwalificeren. Indien er geen verschil was tussen de eindnotering en de officiële eindstand, staat dit getal niet vermeld.

- Onderafdeling

Hier staat afgekort de naam van de onderafdeling indien de club in dat jaar in een onderafdeling uitkwam. Tevens staat deze afkorting in de legenda en wordt gelinkt naar het artikel over deze onderafdeling. Deze afkorting wordt alleen vermeld wanneer de club in het verleden in verschillende onderafdelingen heeft gespeeld. Deze vermelding is in de staaf altijd in kleine letters. Deze onderafdelingen zijn na het seizoen 1995/96 afgeschaft. Heeft de club in slechts één onderafdeling gespeeld, dan is dit alleen terug te vinden in de legenda.
Onder de staaf staat het jaartal vermeld waarin het seizoen is afgesloten. 15 verwijst naar het seizoen 2014/15 of eventueel het seizoen 1914/15.
Wanneer een staaf leeg is, zijn deze gegevens niet bekend. Het kan ook zijn dat de club dat seizoen niet heeft meegespeeld op het hogere amateurniveau, vroegtijdig de competitie heeft verlaten of uit de competitie is gezet.

In het seizoen 1944/45 was er wegens de Tweede Wereldoorlog geen regulier competitievoetbal.

## In de KNVB Beker
Dit schema laat de resultaten zien van Excelsior Maassluis tegen profclubs in de KNVB Beker.
| Seizoen | Ronde     | Wedstrijd                             | Uitslag  |
| ------- | --------- | ------------------------------------- | -------- |
| 1991/92 | 1e ronde  | SBV Haarlem - Excelsior Maassluis     | 2-0      |
| 1999/00 | Groep 13  | Excelsior Maassluis - FC Dordrecht    | 1-1      |
| 2000/01 | Groep 2   | SBV Excelsior - Excelsior Maassluis   | 5-2      |
| 2002/03 | Groep 6   | Excelsior Maassluis - SBV Excelsior   | 1-1      |
| 2002/03 | 2e ronde  | Excelsior Maassluis - RBC Roosendaal  | 2-3      |
| 2005/06 | 1e ronde  | Excelsior Maassluis - FC Den Bosch    | 2-1      |
| 2005/06 | 2e ronde  | Excelsior Maassluis - VVV-Venlo       | 1-4      |
| 2014/15 | 2e ronde  | Excelsior Maassluis - FC Emmen        | 1-4      |
| 2016/17 | 1e ronde  | Excelsior Maassluis - Heracles Almelo | 1-3 n.v. |
| 2018/19 | 1e ronde  | Excelsior Maassluis - PSV             | 0-4      |
| 2019/20 | 1e ronde  | Excelsior Maassluis - sc Heerenveen   | 0-3      |
| 2021/22 | 2e ronde  | FC Emmen - Excelsior Maassluis        | 0-1      |
| 2021/22 | 8e finale | AFC Ajax - Excelsior Maassluis        | 9-0      |
| 2023/24 | 1e ronde  | Excelsior Maassluis - FC Volendam     | 1-0      |
| 2023/24 | 8e finale | Excelsior Maassluis - ADO Den Haag    | 1-2 *    |

- De wedstrijd tegen ADO Den Haag werd gespeeld op Het Kasteel van Sparta Rotterdam

## Bekende oud-spelers
- Marouane Afaker
- Quentin Albertus
- Elson do Rosario Almeida
- Vincent van den Berg
- Daan Blij
- Khalid Boulahrouz
- Marcel de Bruijn
- Marciano Bruma
- Pieter Collen
- Milan van Ewijk
- Wouter Gudde
- Rangelo Janga
- Pieter Langedijk
- Richal Leitoe
- Darren Maatsen
- Ahmad Mendes Moreira
- Silvino Soares
- Jeff Stans
- Daan Smith
- Edgar van der Roer
- Kevin Vink
- Sieme Zijm
- Sekou Sylla

## Bekende oud-trainers
- Aad Andriessen
- Cláudio Braga
- Jan Everse
- Eric Gudde
- John de Wolf
- Jeroen Rijsdijk

## Jeugdelftallen
Dit schema biedt een overzicht van de hoogste jeugdelftallen en op welk niveau zij spelen
| Team    | Competitie  |
| ------- | ----------- |
| JO21    | Divisie 4   |
| JO19-1  | Divisie 5   |
| JO19-2* | Hoofdklasse |
| JO17-1  | Divisie 2   |
| JO16-1  | Divisie 5   |
| JO15-1  | Hoofdklasse |
| JO14-1  | Divisie 5   |
| JO13-1  | Divisie 4   |

*JO18 speelt als JO19-2 in de O19 competitie
Excelsior Maassluis · MSV '71 · VDL